# 구인두암
구인두암(Oropharyngeal cancer)은 구인두 편평 세포 암종 및 편도선암으로도 알려져 있으며, 국소적으로 성장하여 신체의 다른 부위로 퍼질 가능성이 있는 비정상 세포가 구강, 구강 일부의 조직에서 발견되는 질병이다. 혀의 기저부, 편도선, 연구개, 인두벽을 포함하는 인후(구인두)의 일부에서 발견된다.
구인두암의 두 가지 유형은 다음과 같다.
- HPV 양성 구인두암: 구강 인유두종 바이러스 감염으로 인해 발생한다.[1][2][3][5]
- HPV 음성 구인두암: 알코올, 담배 또는 둘 다의 사용과 관련된다.[1][6]

구인암은 인후에서 관찰된 비정상 조직의 생검을 통해 진단된다. 구인두암은 발견된 비정상 세포의 크기 및 정도와 함께 생검에서 비정상 세포의 출현에 따라 병기 결정된다. 치료는 수술, 화학요법, 방사선 요법 또는 이러한 치료법의 일부 조합으로 이루어진다.

## 같이 보기
- 두경부암
- 후두암
- 갑상선암